# Anzie
Anzie est un village qui fait partie du département du Haut-Nyong, situé dans la région de l’Est de la république du Cameroun.

## Population
Selon le recensement réalisé en 2005, le village comptait 382 habitants, dont 205 femmes et 177 hommes.